# Okamoto Shosei
Shosei Okamoto (sinh ngày 7 tháng 4 năm 2000) là một cầu thủ bóng đá người Nhật Bản.

## Sự nghiệp câu lạc bộ
Shosei Okamoto đã từng chơi cho Albirex Niigata.